# Nephrotoma boyesi
Nephrotoma boyesi är en tvåvingeart som beskrevs av Alexander 1969. Nephrotoma boyesi ingår i släktet Nephrotoma och familjen storharkrankar. Inga underarter finns listade i Catalogue of Life.